# Војо Тодоровић Лерер
Војо Тодоровић — Лерер (Мостар, 12. март 1914 — Београд, 3. октобар 1990) био је учесник Шпанског грађанског рата и Народноослободилачке борбе, друштвено-политички радник СФР Југославије, генерал-пуковник ЈНА и народни херој Југославије.

## Биографија
Рођен је 12. марта 1914. у Мостару као Самуел Лерер, а одрастао у Сарајеву у радничкој породици јеврејског порекла. Гимназију је завршио 1933. године у Сарајеву, а затим је студирао ветерину, а потом агрономију у Загребу. На Загребачком универзитету пришао је напредном студентском покрету. Октобра 1933. године постао је члан Савеза комунистичке омладине Југославије (СКОЈ), а 1934. примљен у чланство Комунистичке партије Југославије (КПЈ). Због револуционарне делатности био је ухапшен фебруара 1936. године, али је децембра исте године на суду ослобођен због недостатка доказа.
Септембра 1937. године отишао је да се као добровољац бори на страни Шпанске Републике. У рату је био борац митраљеске чете батаљона „Ђуро Ђаковић“.
Фебруара 1939. године нашао се са осталим шпанским добровољцима у концентрационим логорима Француске, а затим је 1941. године, после окупације Југославије, успео да се пребаци у Немачку, где је био члан Партијског комитета групе шпанских добровољаца.
Непосредно после напада Немачке на Совјетски Савез, успео је помоћу партијских веза да се крајем јула 1941. године пребаци у Југославију и да дође у Босанску крајину. Прво је био командант батаљона „Гаврило Принцип“ на сектору Босанског Грахова, а затим командант Гламочког батаљона. Децембра 1941. године био је заменик команданта Прве крајишке ударне бригаде, а крајем године постао је њен командант. Истакао се нарочито 1942. године у борбама код Босанског Новог и Будимлић-Јапре, као и у нападу на аеродром Рајловац.
Августа 1943. године, Прва крајишка бригада, којом је командовао Тодоровић, постигла је значајну победу: напала је аеродром Рајловац код Сарајева, са кога су у току Четврте и Пете непријатељске офанзиве узлетали непријатељски авиони и нападали снаге Народноослободилачке војске. Борба за аеродром у непосредној близини Сарајева трајала је читаву ноћ. Немци су покушали да довуку појачање оклопним возом, али је и воз уништен. Крајишки партизани извојевали су победу уништивши 34 авиона. За ту победу Врховни командант НОВ и ПОЈ похвалио је борце и руководиоце Прве крајишке бригаде. Као заменик команданта и командант Прве крајишке бригаде, Тодоровић је имао велике заслуге за њена борбена дејства приликом ослобођења Јајца, Бихаћа и других места. Августа исте године био је постављен за заменика команданта Четврте крајишке ударне дивизије.
Марта 1944. био је постављен за команданта 39. крајишке дивизије. Крај рата затекао га је на дужности команданта Десете крајишке ударне дивизије. У завршним борбама за ослобођење Југославије, Тодоровић је као командант дивизије упао код Зиданог Моста четири километра дубоко у непријатељске положаје и захтевао од усташа безусловну предају. Када су ови покушали да га заробе, успео је да се пробије и преплива Саву, после чега су јединице Десете крајишке дивизије ликвидирале непријатељске снаге и присилиле их на предају.
Тодоровић је у току рата био неколико пута похваљиван од виших штабова за успешне борбе.
После рата, остао је у професионалној војној служби Југословенске народне армије (ЈНА). Био је помоћник главног инспектора ЈНА, заменик начелника Прве управе Генералштаба ЈНА, помоћник председника Планске комисије ФНРЈ за војни сектор, начелник IV и III управе Генералштаба и Управе пешадије ЈНА.
Од 1965. је био члан Контролне комисије СКЈ, а од 1967. члан Савета федерације. Пензионисан је у чину генерал-пуковника ЈНА, 1974. године.
Заједно са Бошком Шиљеговићем, био је уредник првог издања Војне енциклопедије, од 1958. до 1969. године.
Умро је 3. октобра 1990. године у Београду. Сахрањен је у Алеји народних хероја на Новом гробљу у Београду.
Носилац је Партизанске споменице 1941. и других југословенских одликовања, међу којима су — Орден ратне заставе, Орден партизанске звезде са златним венцем, Орден заслуга за народ са златном звездом, Орден за војне заслуге са великом звездом и Орден за храброст. Орденом народног хероја одликован је 20. децембра 1951. године.